# Mylabris praestans
Mylabris praestans là một loài bọ cánh cứng trong họ Meloidae. Loài này được Gerstaecker miêu tả khoa học năm 1871.